# Eichenhüll
Eichenhüll ist ein Gemeindeteil der Gemeinde Stadelhofen im oberfränkischen Landkreis Bamberg in Bayern.

## Geografie
Das im Nordosten der Heiligenstädter Flächenalb gelegene Dorf befindet sich etwa drei Kilometer südöstlich von Stadelhofen auf 449 m ü. NHN.

## Geschichte
Bis zum Beginn des 19. Jahrhunderts unterstand Eichenhüll der Landeshoheit des Hochstifts Bamberg. Die Dorf- und Gemeindeherrschaft übte dessen Amt Scheßlitz als Vogteiamt aus. Die Hochgerichtsbarkeit stand ebenfalls diesem Amt als Centamt zu. Als das Hochstift Bamberg infolge des Reichsdeputationshauptschlusses 1802/03 säkularisiert und unter Bruch der Reichsverfassung vom Kurfürstentum Pfalz-Baiern annektiert wurde, wurde Eichenhüll ein Teil der bei der „napoleonischen Flurbereinigung“ in Besitz genommenen neubayerischen Gebiete.
Durch die Verwaltungsreformen zu Beginn des 19. Jahrhunderts im Königreich Bayern wurde Eichenhüll mit dem Zweiten Gemeindeedikt 1818 ein Teil der Ruralgemeinde Stadelhofen.

## Verkehr
Die Staatsstraße 2191, die aus dem Südosten von Freienfels kommend, nach Durchquerung des Ortes in nordwestlicher Richtung nach Wotzendorf weiterverläuft, bindet an das öffentliche Straßennetz an. In der Ortsmitte zweigt die Kreisstraße BA 11 ab, die südwestwärts nach Treunitz führt.

## Baudenkmäler

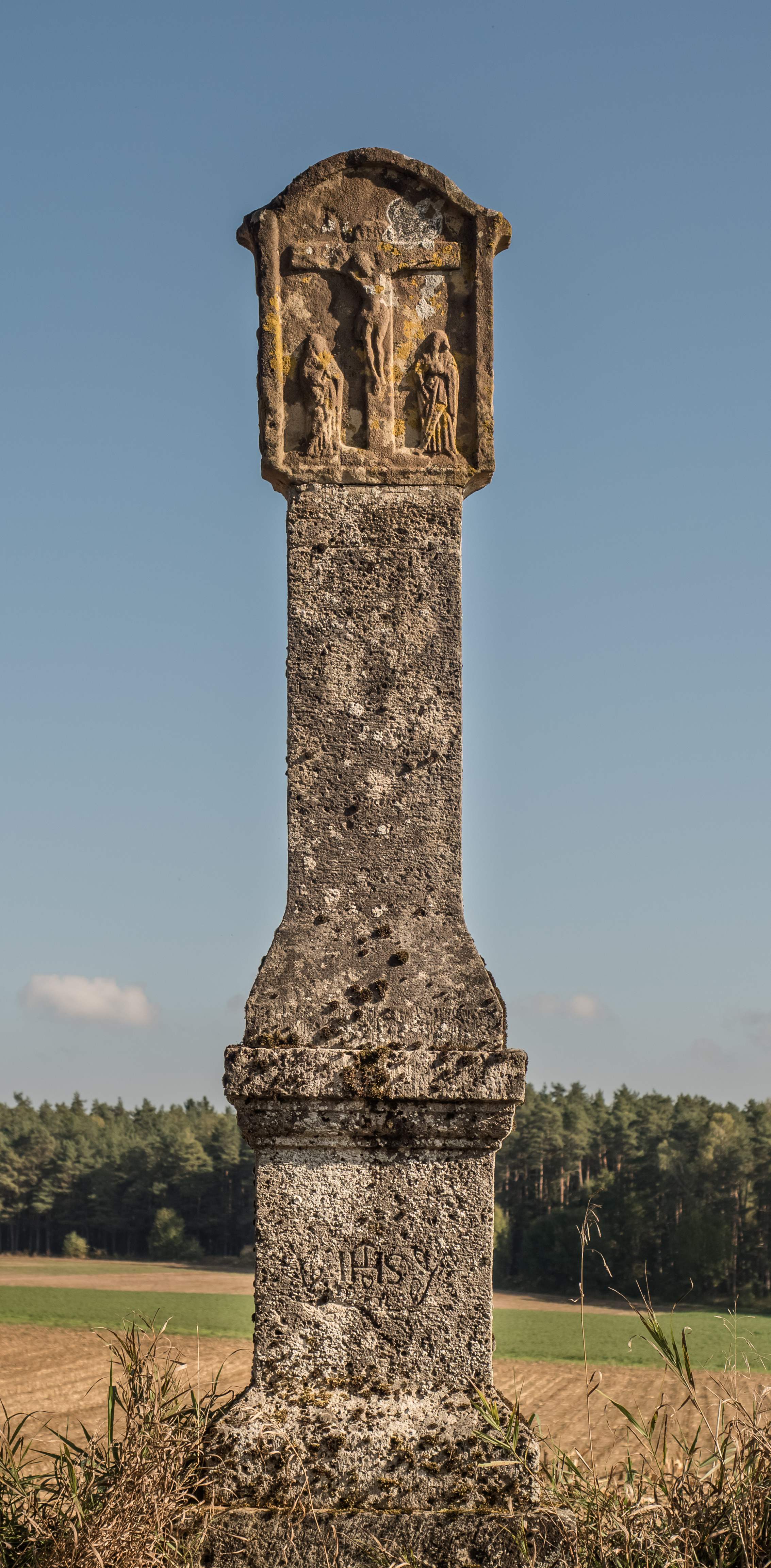
Der nordwestlich des Ortes stehende Bildstock

In Eichenhüll gibt es drei denkmalgeschützte Objekte:
- ein aus der ersten Hälfte des 19. Jahrhunderts stammendes ehemaliges Gasthaus,
- einen Grenzstein und
- einen Bildstock an der Staatsstraße St 2191.